# 科西嘉民族主義

科西嘉旗幟

科西嘉民族主義是科西嘉島的一個社會和政治運動，興起於1960年代。在1950年代，由於法國的殖民地紛紛獨立，許多科西嘉人失去了其生計來源，也迫使許多科西嘉人回到故鄉，增加了科西嘉人的就業壓力，使科西嘉陷入經濟困境。促使科西嘉獨立運動的興起。